# Carlos Schaerer
Carlos Schaerer Jiménez es un abogado chileno. Ha sido embajador de Chile en Suiza (2013-2014), y director del diario El Mercurio de Valparaíso y Las Últimas Noticias en Santiago.

## Biografía
Carlos Schaerer Jiménez es hijo de Jorge Schaerer
Schaerer es abogado de la Universidad de Chile. En 1993 ingresó al grupo "El Mercurio", como miembro del Consejo de Redacción y editor de Cartas y Opinión. Entre septiembre de 1998 y septiembre de 2000 se desempeñó como director del diario El Mercurio de Valparaíso. Más tarde fue director responsable del diario Las Últimas Noticias en Santiago, desde octubre de 2000 hasta septiembre de 2002.
A comienzos de 2000, Schaerer asumió la presidencia de la Asociación Nacional de la Prensa (ANP), cargo que abandonó en 2004 cuando fue elegido presidente de la Fundación de la Prensa.
En 2010 fue nombrado subdirector del diario El Mercurio, cargo en el que permaneció hasta el momento de su designación como representante de Chile en Suiza, debido al fallecimiento de Enrique Melkonian, en enero de  2013.